# Chlorochaeta pallidicincta
Chlorochaeta pallidicincta är en fjärilsart som beskrevs av W. Warren 1897. Chlorochaeta pallidicincta ingår i släktet Chlorochaeta och familjen mätare. Inga underarter finns listade i Catalogue of Life.